# Snösätra upplagsområde

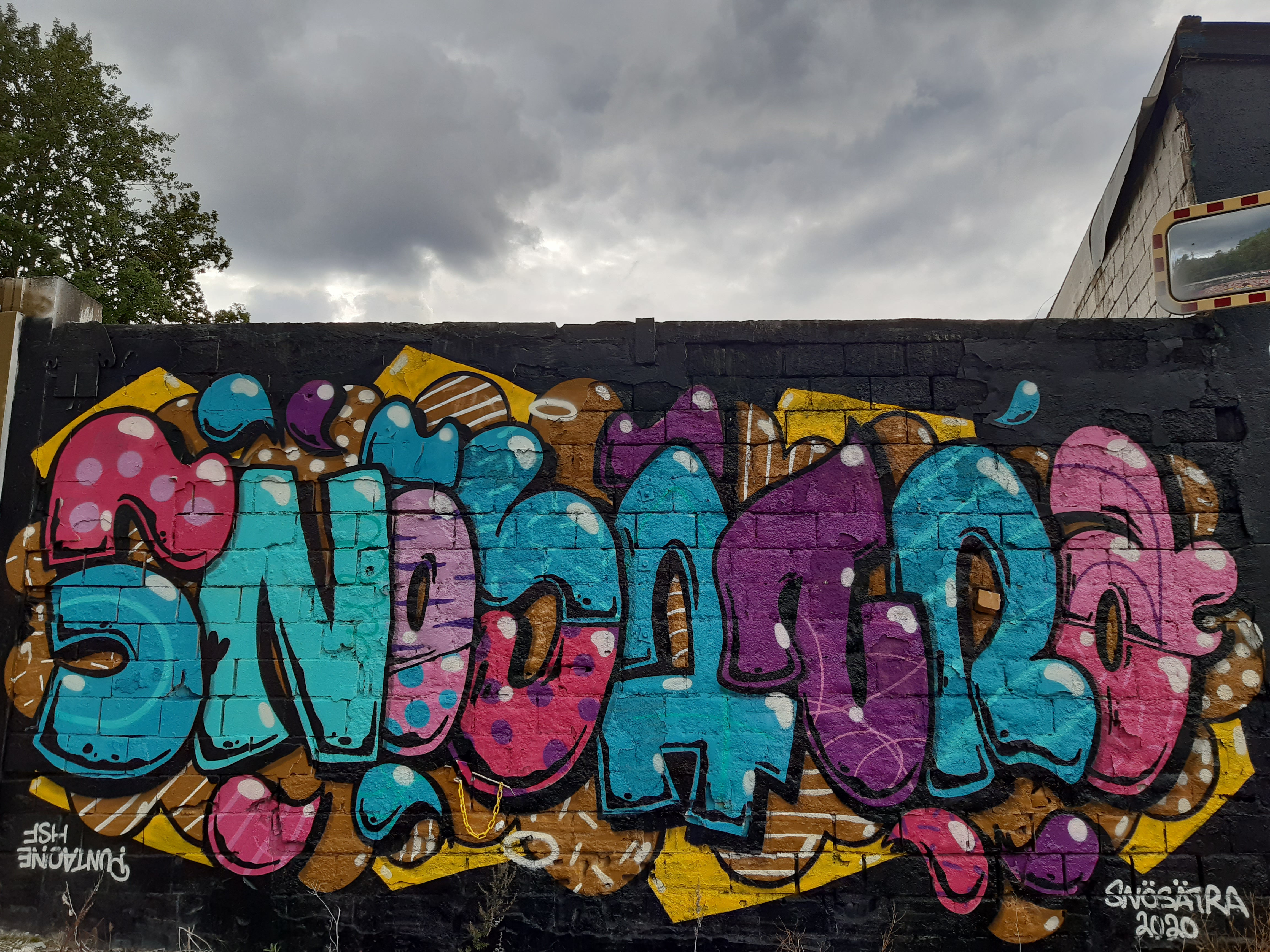
En graffiti som representerar områdets namn.

Snösätra upplagsområde är ett industriområde i södra Stockholm, beläget längs båda sidor om Snösätragränd i Rågsveds friområde mellan Rågsveds centrum och sjön Magelungen i stadsdelsområdet Enskede-Årsta-Vantör. Sedan 2014 har området blivit ett centrum för graffiti och gatukonst och fasader och murar i området har målats med fastighetsägarnas tillstånd.

## Området och verksamhet

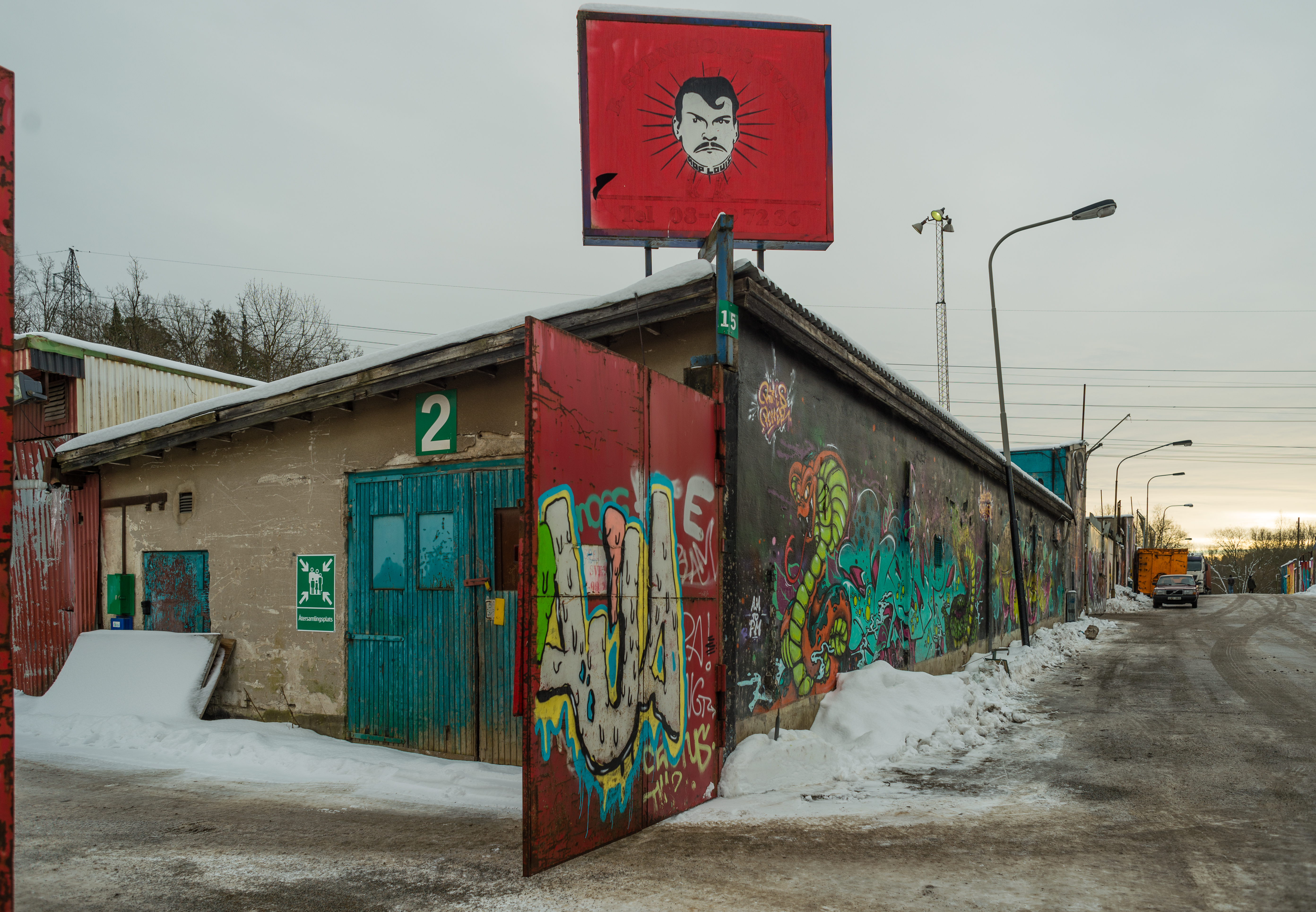
På taket sitter en målning av Hop Louie föreställande Christer Pettersson, Snösätra i februari 2015.

Området var tidigare odlingsmark för Snösätra torp. År 1958 fastställdes en stadsplan för Snösätragränd, då Bråtegränd, som i den markerades som "specialområde för upplagsändamål". I planbeskrivningen fastslogs även att " i samband med markupplåtelsen skaffa garantier för att hägnader och planteringar utförs så, att den störande verksamheten på omgivningen blir så liten som möjligt".
Snösätra är idag ett mindre område med i huvudsak bygg- och återvinningsverksamhet som ägs av Stockholms stad som arrenderar ut marken. År 2009 fanns 34 arrenden på området som användes av 22 företag med sammanlagt 175 anställda.[källa behövs] Ett beslut fattades 2004 om att avveckla området som ansågs vara stökigt och olämpligt placerat i ett naturområde. Området, som för närvarande liknar en kåkstad, saknar också kommunala avlopp och bidrar till föroreningen av Magelungen genom bland annat orenat dagvatten med höga halter av bly, kadmium, koppar, zink och olja.

## Gatukonst

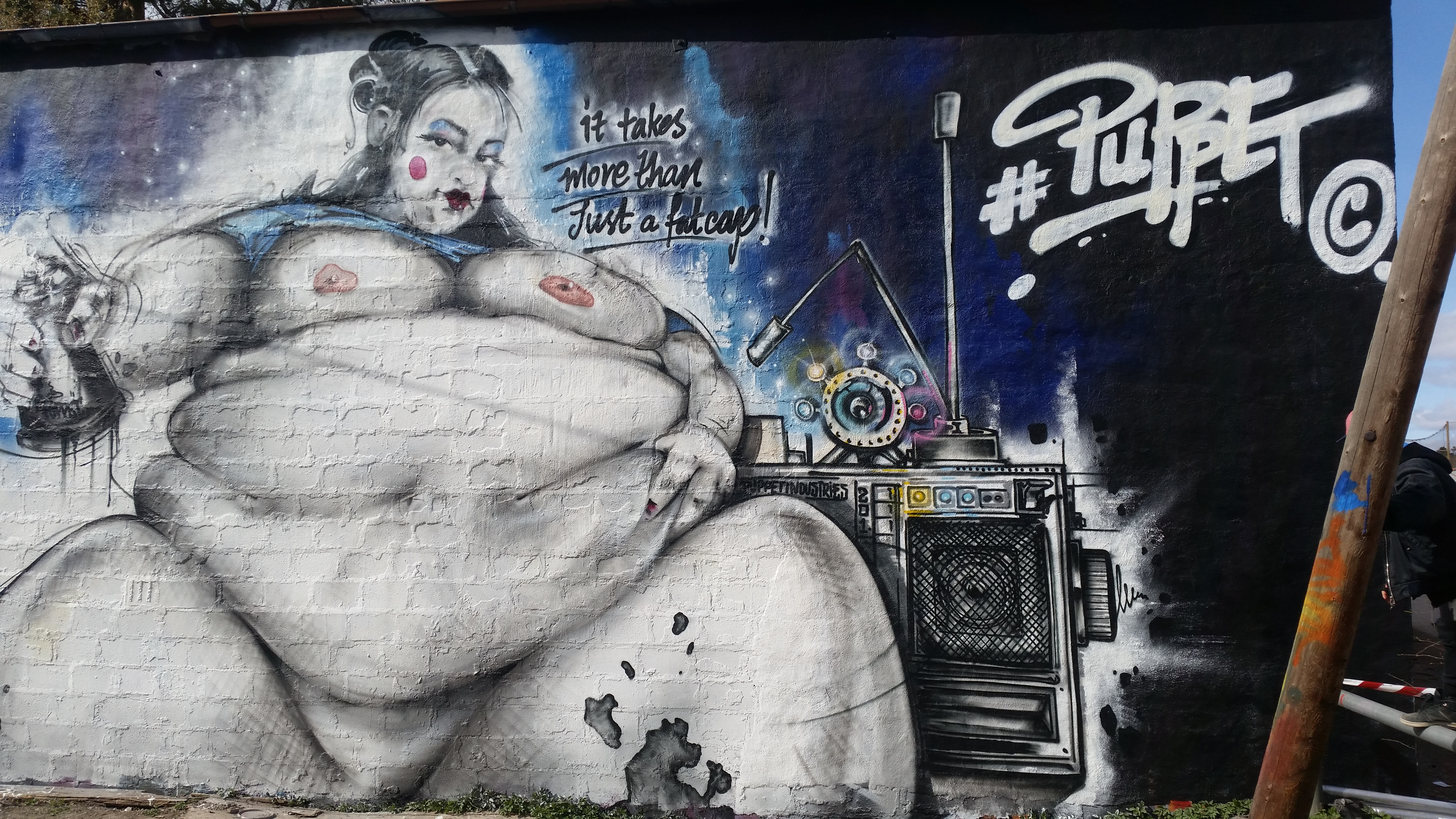
Spring remake av Puppet, april 2015.

Området har sedan 2014 utvecklats till ett centrum för gatukonst med stora målningar på väggar och fasader gjorda med fastighetsägarnas tillstånd. Bland konstnärerna som bidragit med målningar finns Daniel Blomqvist (Puppet).

## Framtidsplaner
Det finns planer på att bebygga området med bostäder. Planprocessen befinner sig för närvarande (våren 2017) i startskedet och det finns markanvisningar att bygga ett 40-tal lägenheter i radhus och kedjehus på nuvarande Snösätra upplagsområde.

## Gatukonst och graffiti (urval)

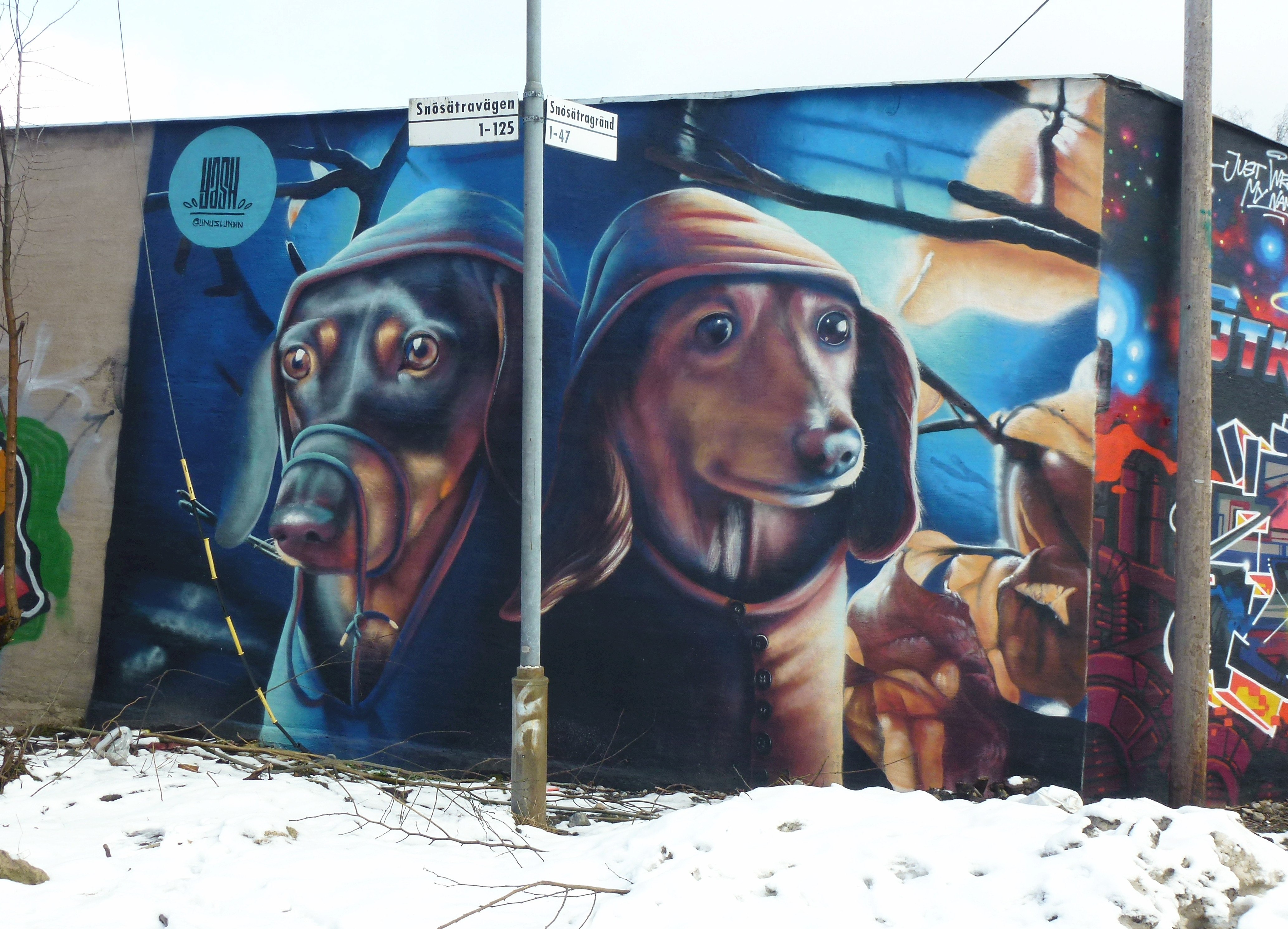
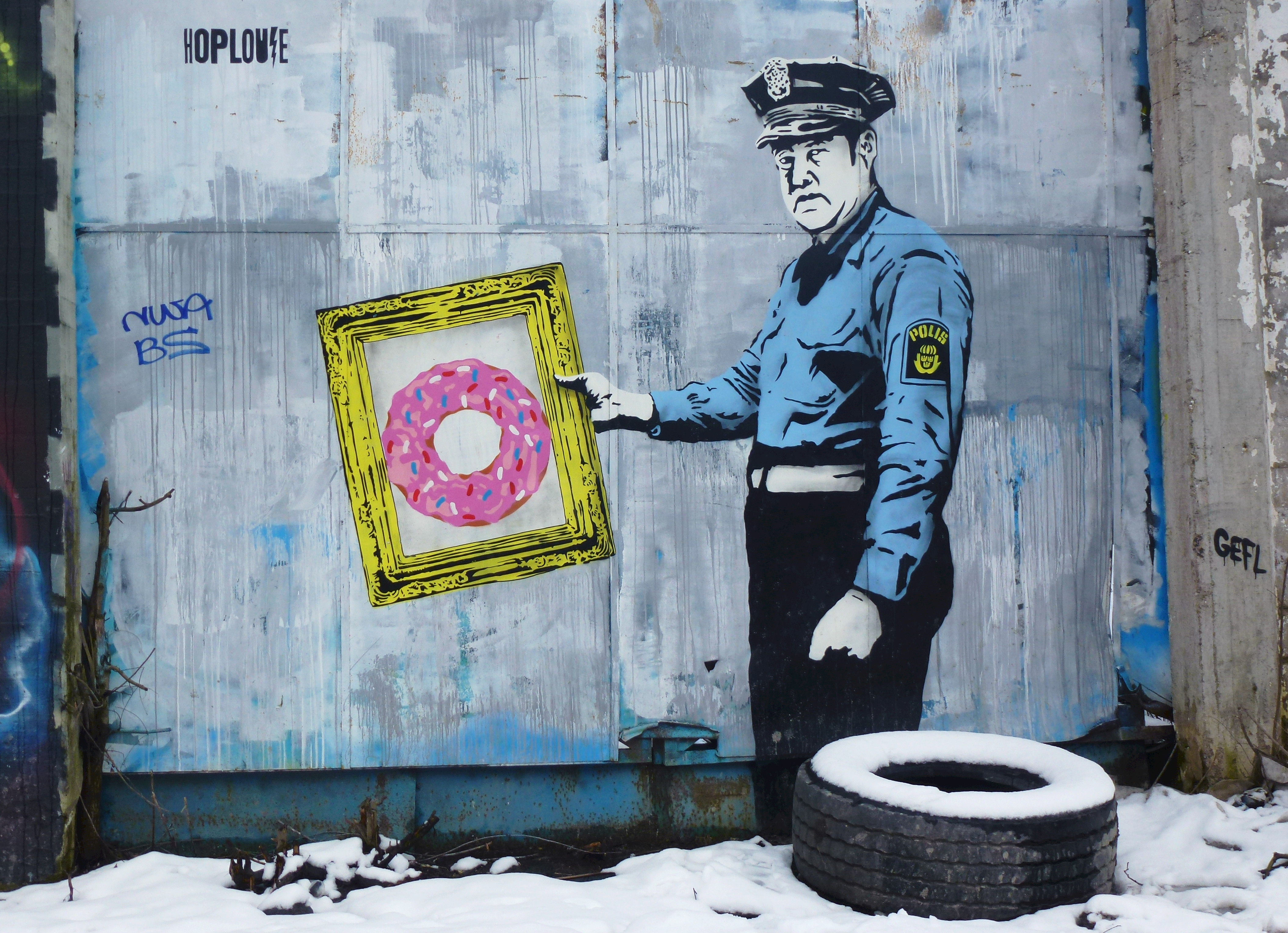
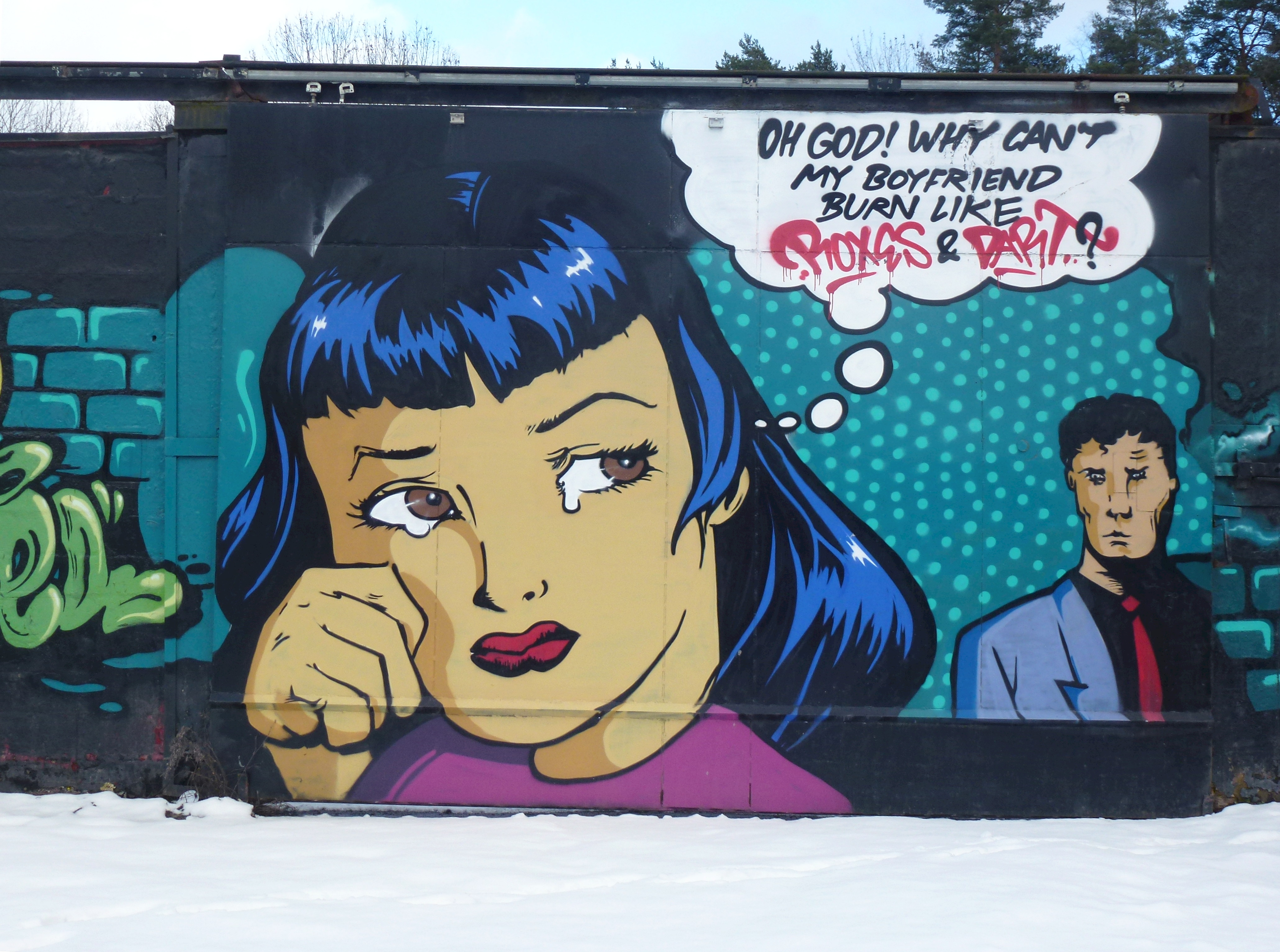
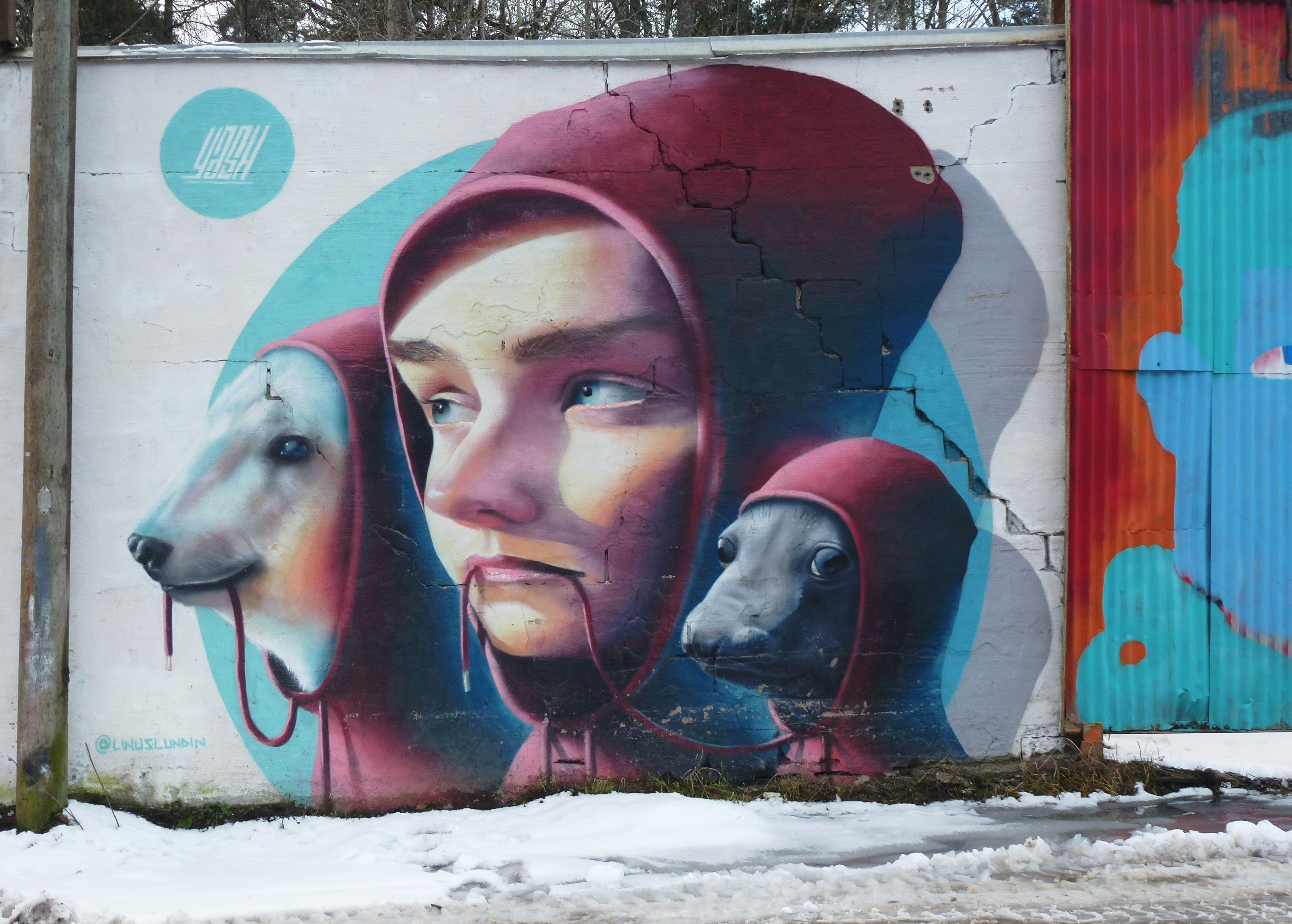
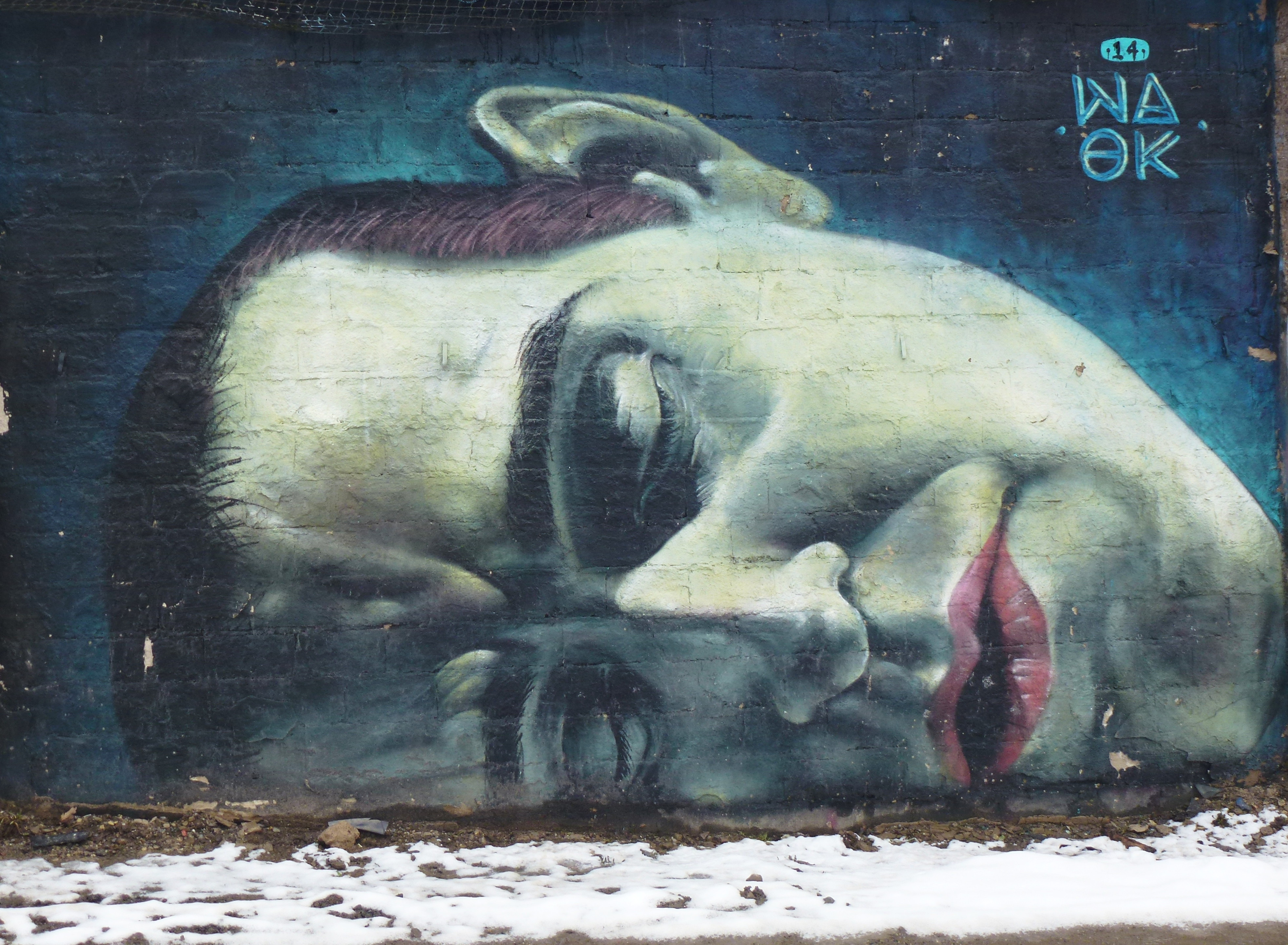
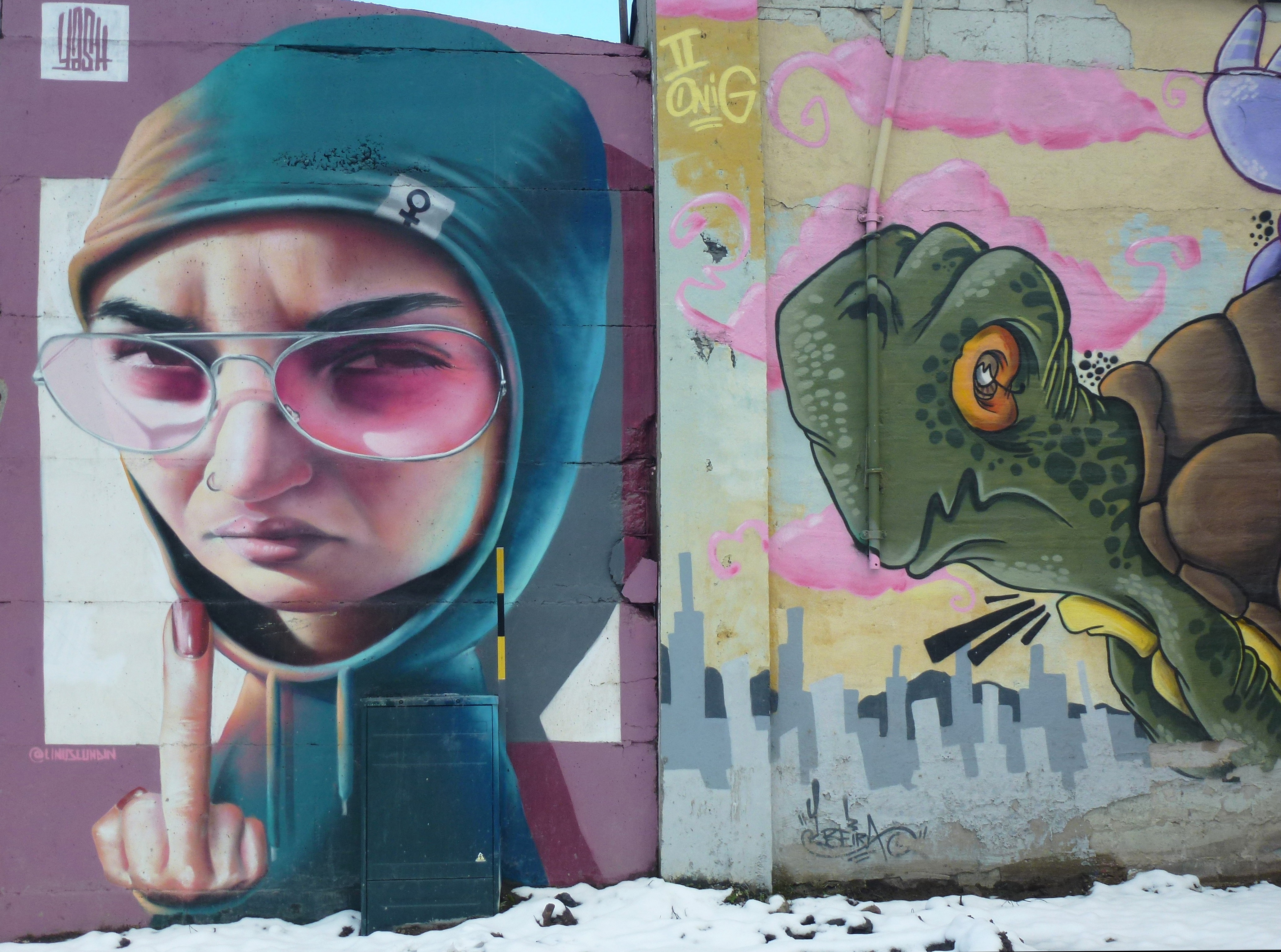
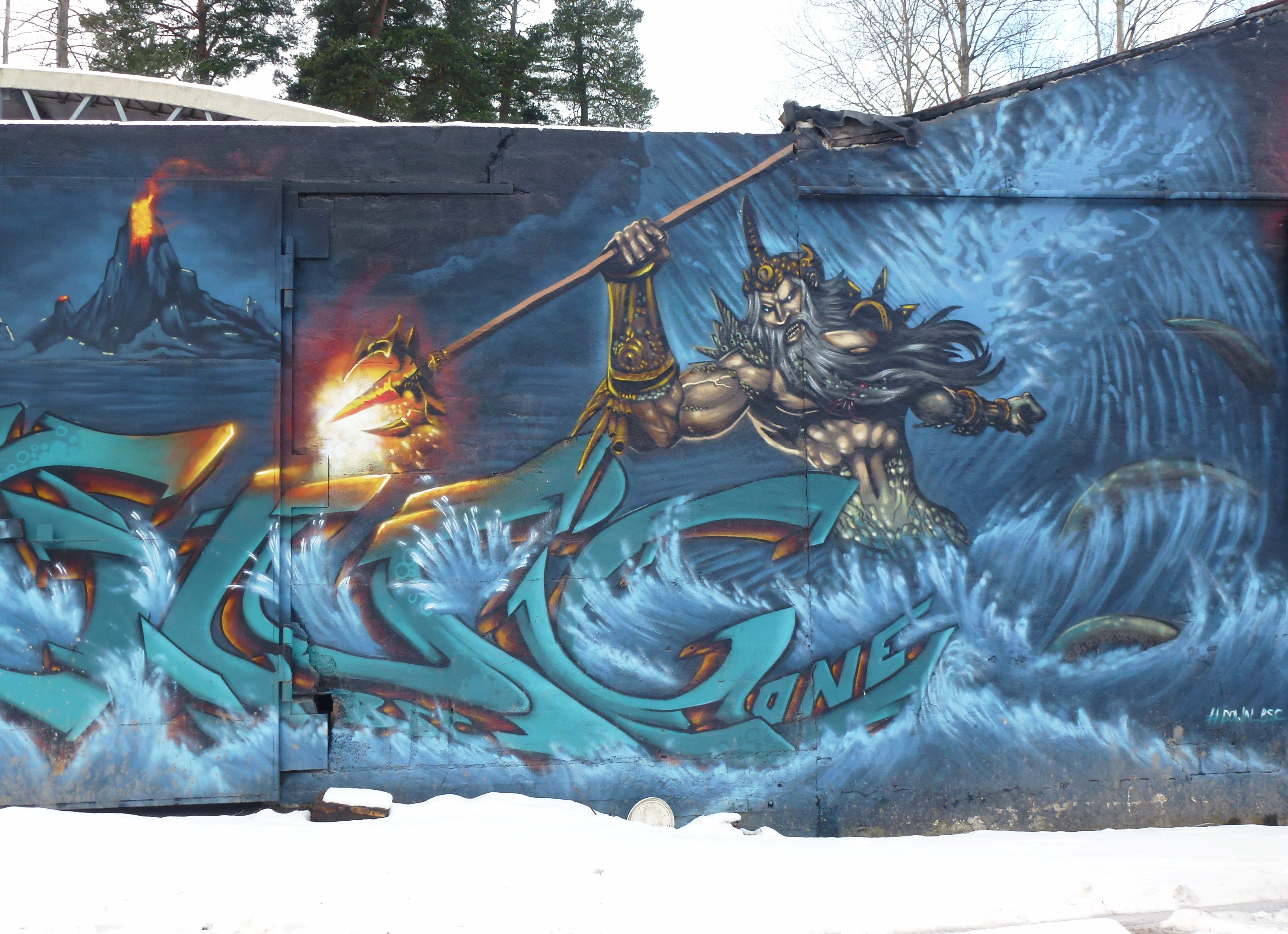
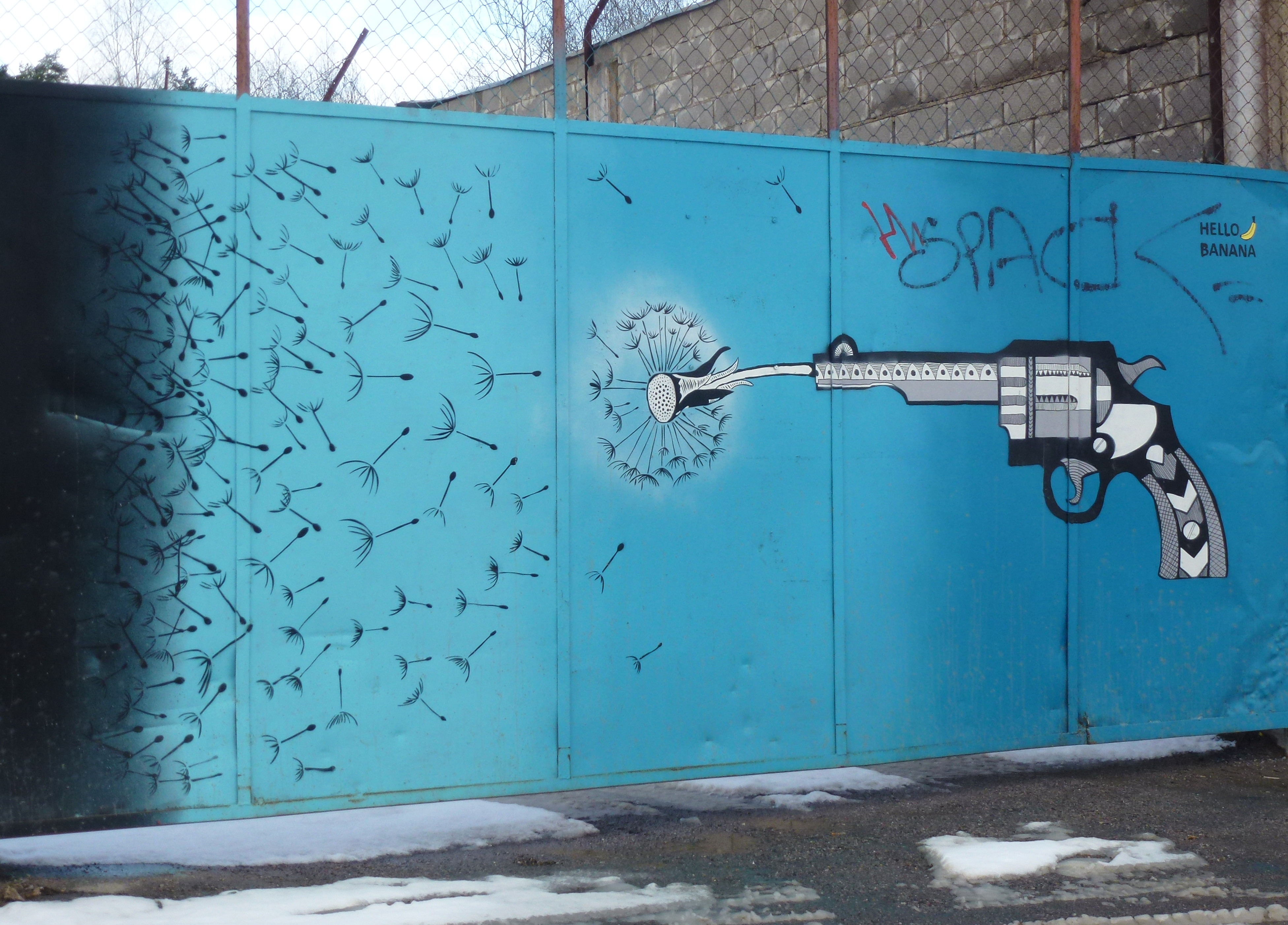
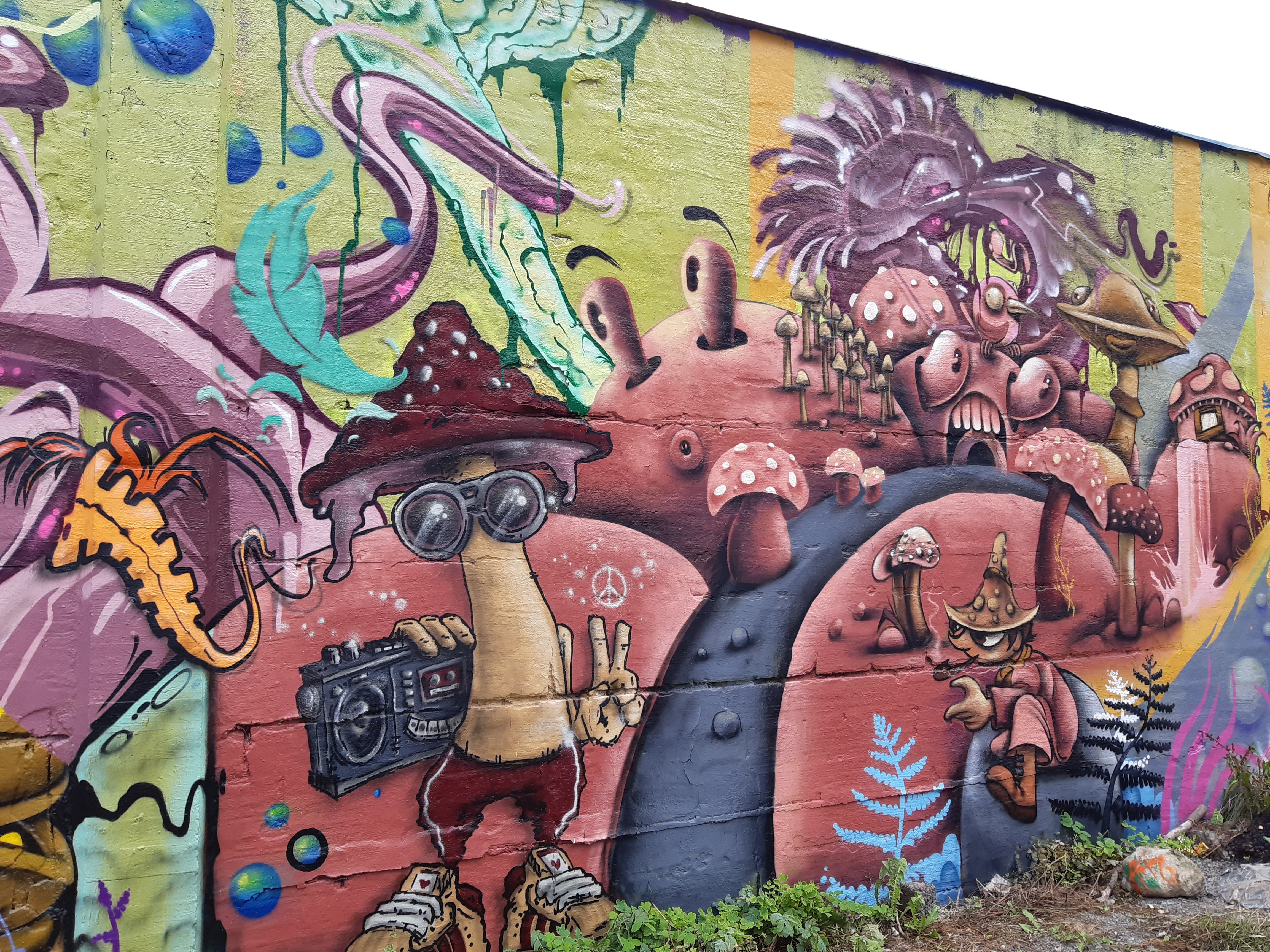
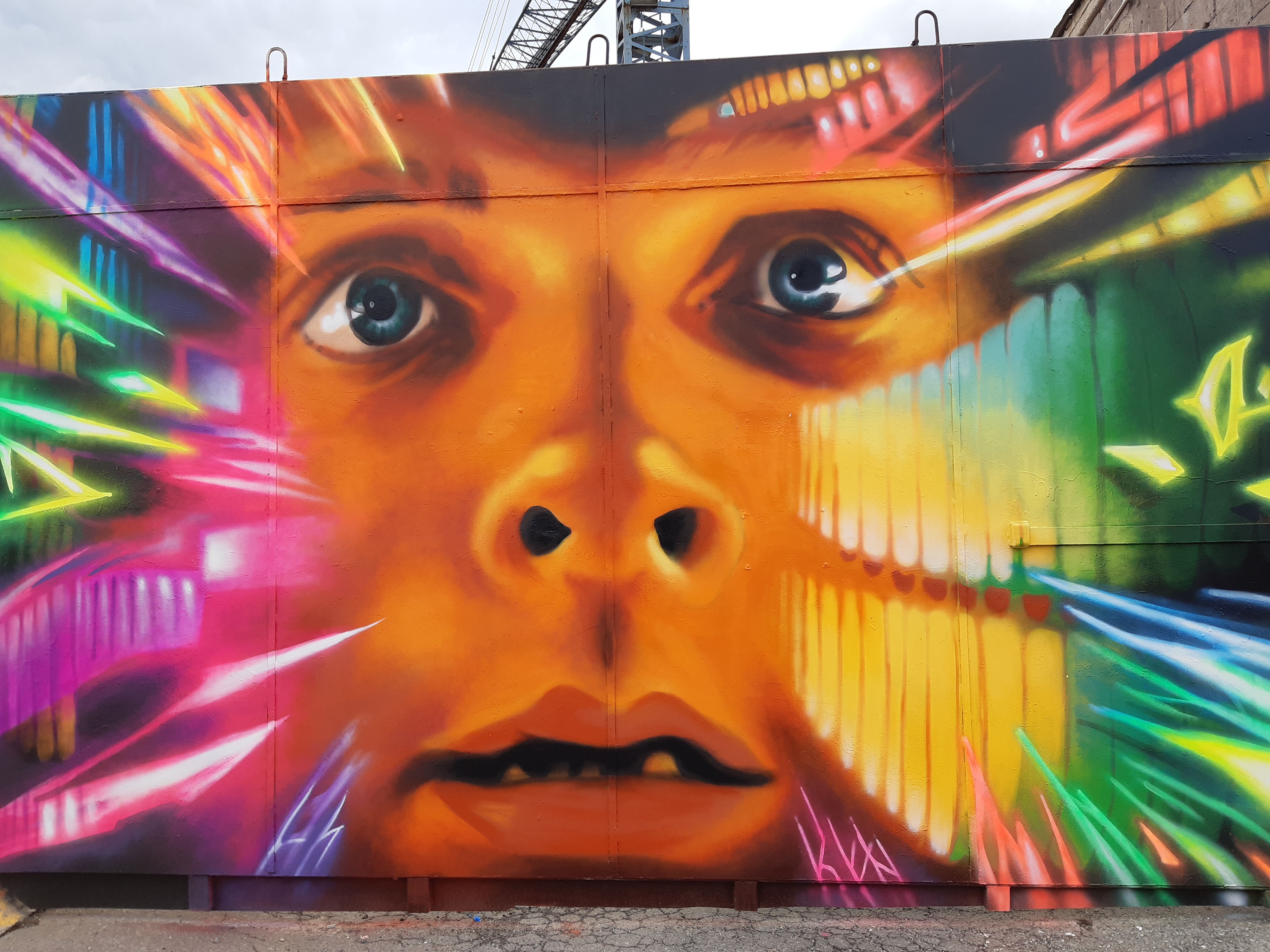
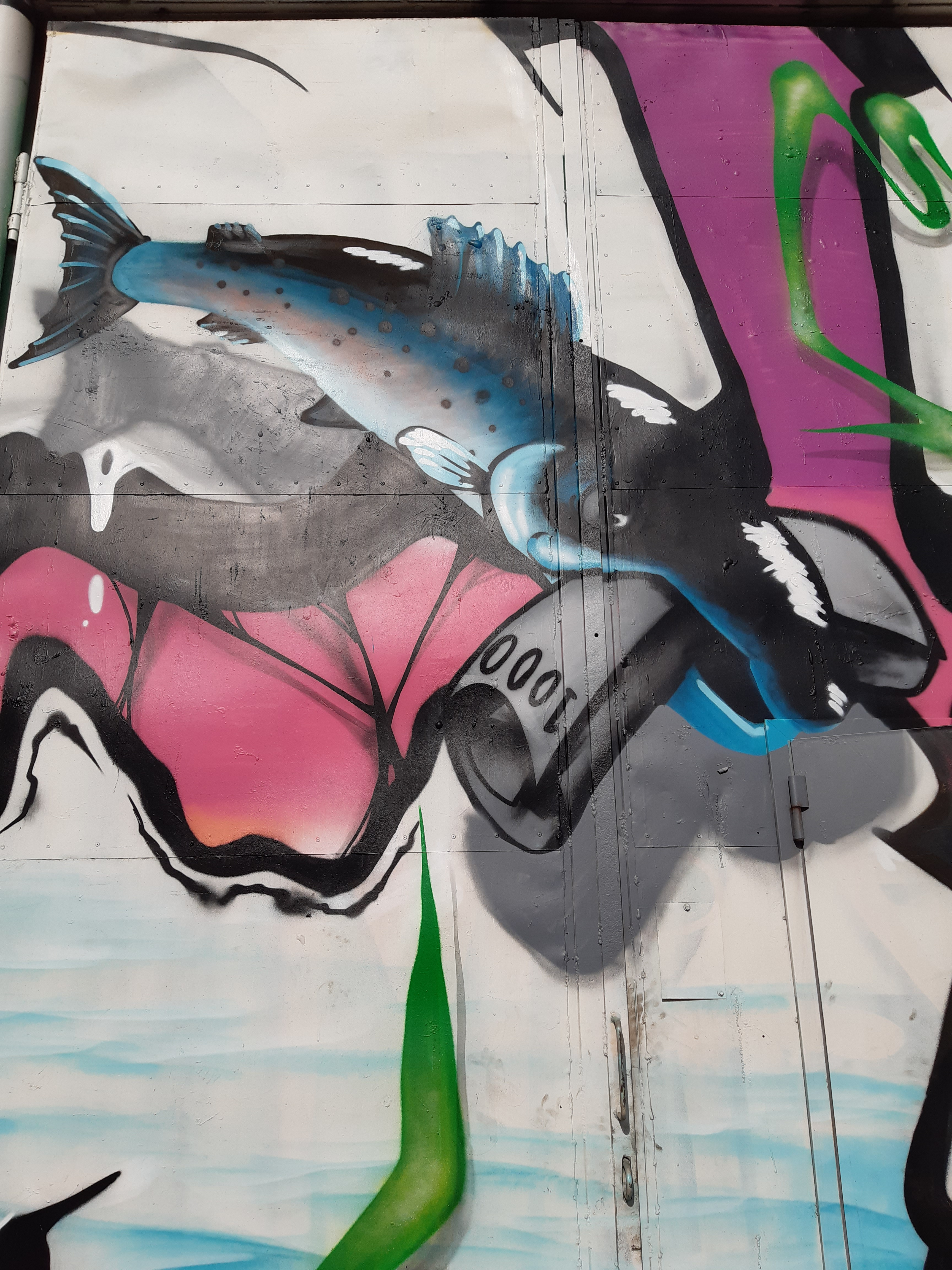
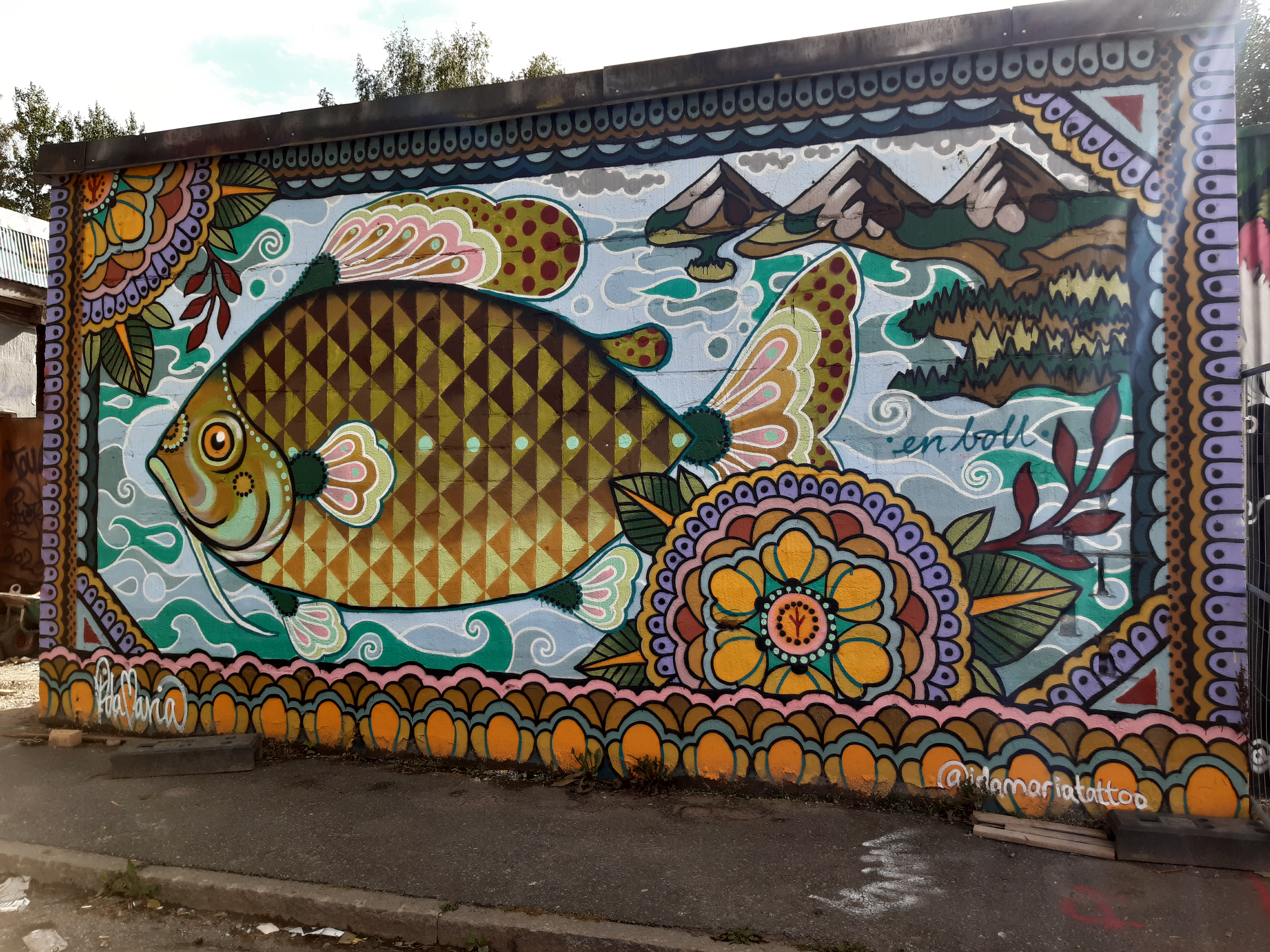